# Congregação universitária
Congregação, no âmbito da Universidade de São Paulo, é o órgão deliberativo máximo dentro de uma unidade (faculdade, instituto ou escola). Dentre suas funções estão: a aprovação e homologação de decisões de instâncias inferiores (como o currículo e a grade horária do curso de graduação, definidos pela Comissão de Graduação), a decisão sobre as regras gerais de funcionamento da unidade, a escolha de bancas de concursos para contratação de novos professores, a avaliação das atividades dos docentes e a deliberação sobre renovações contratuais; a deliberação sobre a aplicação de pena de desligamento a membros do corpo discente e a deliberação sobre a aplicação de pena de demissão a membros do corpo docente.

## Composição
Uma congregação de uma unidade da USP é basicamente composta pelo diretor da unidade, pelo vice-diretor, pelos presidentes das comissões existentes (que em geral são a de pesquisa, a de graduação, a de pós-graduação e a de extensão), pelos chefes de departamento da unidade, pela representação docente, pela representação discente e pelos representantes dos servidores não-docentes.
- A representação docente é basicamente composta por:

Um número de professores titulares estipulado pela própria congregação, entre metade e a totalidade de professores titulares da unidade;
Professores associados em número equivalente à metade do número de professores titulares referidos acima;
Professores doutores em número equivalente a 30% do número de professores titulares referidos acima.
- A representação discente é composta por estudantes de graduação e de pós-graduação, em número equivalente a 10% do total de membros docentes da congregação;

- A representação de servidores não-docentes é em número equivalente a 5% do total de membros docentes da congregação, limitado a no máximo três.

## Ligações Externas
Estatuto da USP - Site Oficial